# Chiesa dei Santi Niccolò e Cataldo

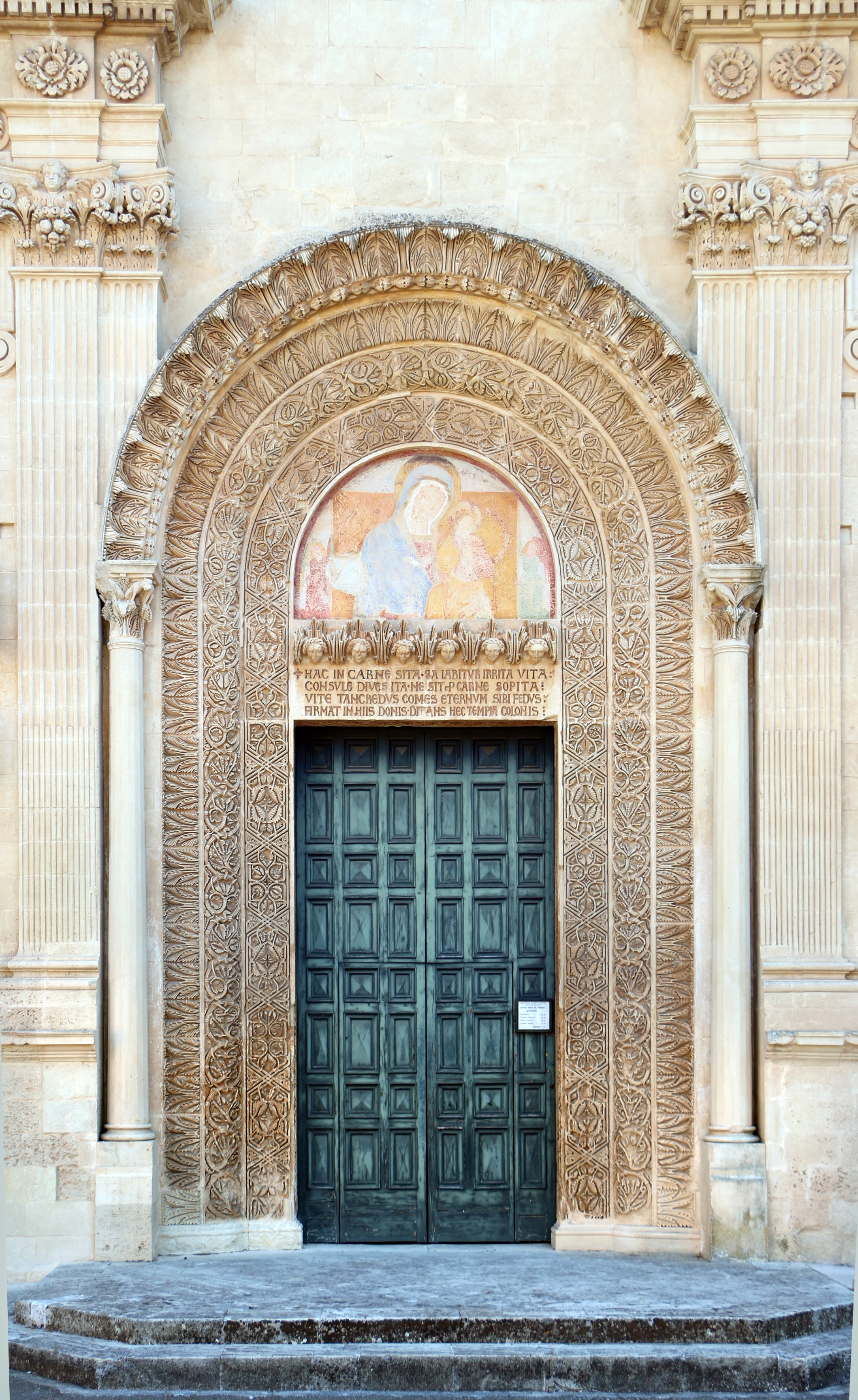
Il portale

La chiesa dei Santi Niccolò e Cataldo è una chiesa medievale di Lecce. Insieme all'attiguo monastero fu fondata nel 1180 dal conte di stirpe normanna Tancredi d'Altavilla, che divenne re di Sicilia. La costruzione del Tempio rappresenta un vero e proprio 'modello' che innovò e al contempo indirizzò poi i dettami architettonici e stilici per la creazione della cosiddetta 'Nuova Scuola romanica idrutina' svecchiando la ormai stantia architettura del primo romanico di Terra d'Otranto, dove la componente latina-bizantino-epirota si fuse con gli stilemi d'Oltralpe. A partire dal Tancredi si diffusero dei modelli stilistici che sopravvissero per circa due secoli fino alla realizzazione della chiesa di Santa Caterina a Galatina, della metà del Trecento; arrivando a dettare anche le linee architettoniche per la realizzazione della Cattedrale di Matera. Il Conte donò il complesso ai monaci benedettini, ai quali seguirono nel 1494, per volere di Alfonso II di Napoli, i padri olivetani che rimasero sino al 1807. Nel 1807 Napoleone istituisce i Licei e il complesso diventa Liceo Palmieri (all'epoca "Liceo Nazionale"). Nel 1870 il complesso diventa sede dell'asilo di Mendicità e a partire dagli anni 1980 è sede della facoltà di Beni Culturali.

## Descrizione

### Esterno
La facciata mostra sia la severità del romanico pugliese che l'esuberanza del barocco. Nel 1716 gli olivetani intrapresero infatti un radicale intervento di ristrutturazione dell'edificio. La facciata venne rifatta da Giuseppe Cino in puro barocco leccese conservando, di quella originaria, solamente il pregevole portale e il rosone. Il prospetto fu arricchito da dieci statue lapidee e da un monumentale fastigio di coronamento in cui svetta lo stemma degli olivetani, costituito da una croce e dai rami d'ulivo.
I fianchi della chiesa si allungano, a destra, nel cinquecentesco chiostro dovuto a Gabriele Riccardi, adorno del seicentesco baldacchino sovrastante il pozzo posto su quattro colonne tortili, e, a sinistra, nell'area ottocentesca del cimitero. Su quest'ultimo lato è possibile osservare la teoria degli archetti pensili che corre lungo i muri della chiesa, il campanile a vela con la meridiana e la cupola.

### Interno

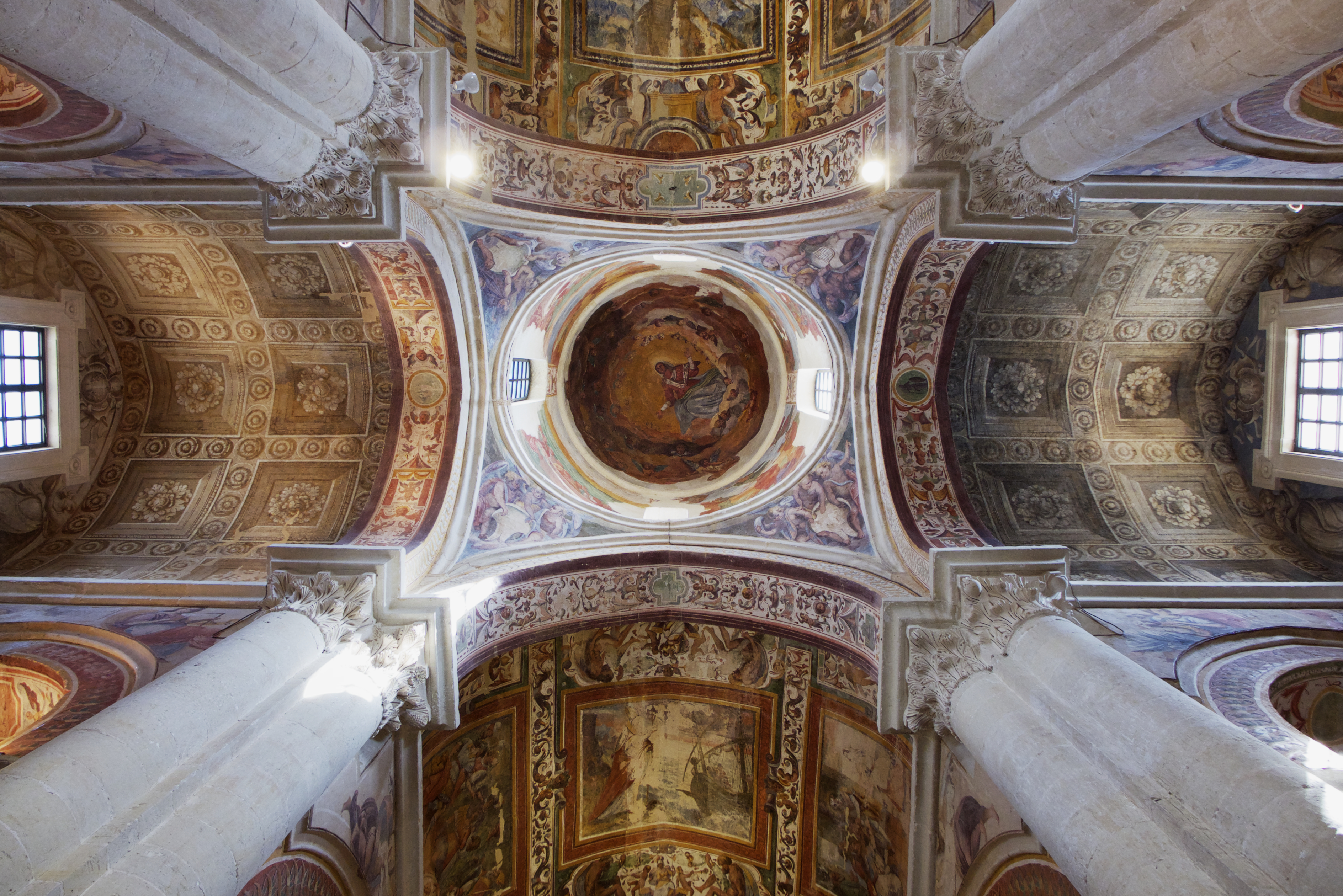
La volta

L'interno è diviso in tre navate da pilastri quadrilobati con semicolonne addossate. La navata centrale è coperta da una volta a botte mentre quelle laterali hanno una copertura con volta a crociera ogivale. In corrispondenza del transetto si innalza una cupola ellittica impostata su un tamburo ottagonale. In origine la superficie interna era ricoperta interamente da affreschi; nel XVII secolo quelli sulle colonne e sulle pareti furono imbiancati o ricoperti da altari, quelli della volta furono intonacati o ridipinti con decorazioni in stile pompeiano. Nella cupola sono raffigurati l'Incoronazione ed il Transito della Vergine.
Nelle navate laterali sono presenti alcuni altari attribuiti a Mauro Manieri, tra cui quello intitolato ai santi Benedetto, Bernardo Tolomei e Francesca Romana e quello dei santi Niccolò e Cataldo. Entrambi gli altari espongono una tela settecentesca del pittore napoletano Giovan Battista Lama.
Di pregevole valore artistico sono la statua di san Nicola benedicente, nella navata sinistra, e due acquasantiere, tutte opere realizzate nel XVI secolo e attribuite a Gabriele Riccardi.
Al XVII secolo risalgono il monumento sepolcrale del poeta epico leccese Ascanio Grandi e gli affreschi del coro (1619).